# Apneumonella jacobsoni
Espèce
Apneumonella jacobsoni est une espèce d'araignées aranéomorphes de la famille des Telemidae.

## Distribution
Cette espèce se rencontre en Indonésie à Sumatra et en Malaisie.

## Description
La femelle holotype mesure 0,90 mm.

## Étymologie
Cette espèce est nommée en l'honneur d'Edward Richard Jacobson (1870-1944).

## Publication originale
- Brignoli, 1977 : Two new spiders from Sumatra (Araneae, Telemidae and Ochyroceratidae). Zoologische Mededelingen, Leiden, vol. 50, p. 221-229 (texte intégral).